# Eerste aanleg en beroep
Eerste aanleg in de rechtspraak betekent dat er ook nog een tweede aanleg is, meestal beroep of hoger beroep genoemd. Het principe van de dubbele aanleg is vrijwel algemeen erkend in de rechtspraak.  Wie een geding voor een rechtbank verliest of meent onvoldoende zijn gelijk gehaald te hebben, moet als het ware een tweede kans krijgen voor een hogere rechtbank (herkansingsfunctie), dan wel vanuit de positie om de uitspraak van de rechtbank in eerste aanleg te laten controleren door een hogere rechtbank in tweede aanleg (controlefunctie). Vaak is er nog bij de hoogste instantie cassatie mogelijk, maar deze hoogste instantie oordeelt dan in principe slechts over rechtskwesties en niet meer over de feiten van de zaak. Slechts in hoger beroep kan men eventueel nieuwe feiten en bewijs op de tafel leggen die in eerste aanleg niet aan bod kwamen.
Het Europees Hof voor de Rechten van de Mens (Straatsburg) beschouwt dit als een toepassing van artikel 6 van het EVRM, dat onder andere gaat over eerlijke procesvoering (fair trial).
Het Hof aanvaardt wel uitzonderingen. Zo moet in België een minister die wordt vervolgd voor het in functie plegen van strafbare feiten, meteen door de hoogste rechtbank, het Hof van Cassatie, in eerste en enige instantie worden berecht, weliswaar nog gevolgd door de mogelijkheid om naar 'Straatsburg'  te gaan.
Voor de verschillende beroepsmogelijkheden in Nederland en België: zie hoger beroep.